# Бенгалски језик
Бенгалски језик, познат по свом ендониму бангла (বাংলা), јест индо-аријски језик јужне Азије који је еволуирао из санскрита, палија и пракритског језика. Понекад се за њега, под утицајем енглеског, користи израз бенгали.
Њиме се говори у регији Бенгал, у коју спада Бангладеш и индијска савезна држава Западни Бенгал. Он је национални и званични језик Бангладеша. Он служи као лингва франка нације, при чему 98% становништва Бангладеша течно говори овај језик (укључујући дијалекте) као свој матерњи језик. У данашње време осим што је примарни језик у Бангладешу, он је други по заступљености говорни језик Индије. Унутар Индије, бенгалски је званични језик у државама Западни Бенгал, Трипура и у Барак долини државе Асам. Он се исто тако говори у разним деловима Брамапутра долине државе Асам. Оо је остп тако најраширенији језик на Андамани и Никобари острвима у Бенгалском заливу, и језик је знатних националних мањина у другим државама, укључујући Џарканд, Бихар, Мизорам, Мегалаја, и Одиша. Са приближно 250–300 милиона говорника широм света, бенгалски се обично налази на седмом месту међу највише кориштеним матерњим језицима у свету по популацији. Проглашен је званичним језиком Сијера Леонеа у знак почасти бангладешким миротворним снагама из Уједињених нација које су биле тамо стациониране. У зависности од тога да ли се хинди и урду сматрају једним језиком, бенгалски језик представља четврти или пети језик по распрострањености у свету.
Бенгалски језик је своју ренесансу доживео у 19. и 20. веку, тако да је Рабиндранат Тагор, први Индијац који је добио Нобелову награду за књижевност, писао управо на том језику. Речници из раног 20. века приписују нешто више од половине Бенгалског речника изворним речима (тј., природно модификованим санскритским речима, корумпираној форми санскритских речи, и позајмљеним речима из језика који нису индоевропског порекла), око 30% неизмењеним санскритским речима, а остатак су стране речи. Доминантан у задњој групи је персијски језик, који је исто тако извор дела граматичких форми. Недавне студије сугеришу да је употреба изворних и страних речи у порасту, углавном услед преференције бенгалских говорника за коришћењем колоквијалног стила.
Бенгалска литература, са својом миленијумском историјом и народним наслеђем, се екстензивно развила од времена бенгалске ренесансе и једна је од најпроминентнијих и најразличитијих књижевних традиција у Азији. Националне химне Бангладеша (Amar Sonar Bangla) и Индије (Jana Gana Mana) је компоновао у бенгалском језику Рабиндранат Тагор. Прва два стиха патриотске песме коју је написао у бенгалском језику Банким Чандра Чатерје, Ванд Матарам, били су усвојени као „национална песма” Индије у колонијалном периоду, и касније 1950. у независној Индији. Штавише, многи верују да је национална химна Шри Ланке (-Sri Lanka Matha}-) инспирисана је бенгалском песмом коју је написао Рабиндранат Тагор, док неки чак верују да је химна оригинално написана на бенгалском језику и затим преведена на синхалески језик. Године 1952, Бенгалски језички покрет је покренуо успешну иницијативу за званични статус језика у Доминиону Пакистана, омогућавајући образовање и службену употребу језика. Године 1999, Унеско је именовао 21. фебруар као Међународни дан матерњег језика у знак признања језичком покрету у Источном Бенгалу (сад Бангладешу). Језик је важан елемент бенгалског идентитета и повезује овај културно разноврсни регион.

## Историја

### Древни језик Бенгала
Санскрит је говорен у Бенгалу од првог миленијума п. н. е. Током Гупта царства, Бенгал је био средиште санскритске литературе. Средњи индоаријски дијалекти су говорени у Бенгалу у првом миленијуму кад је тај регион био део Магадског царства. Ти дијалекти се називају магади пракрит. Они су коначно еволуирали у арда магади. Арда магади је почео да уступа место апабраншким језицима на крају првог миленијума.

### Појава бенгалског језика
Заједно са другим источним индо-аријским језицима, бенгалски језик је еволуирао у периоду око 1000–1200 године из санскрита и магади пракрита. Локални апабраншки језици у источном делу потконтинента, пурби апабранша или абахата („бесмислени звукови”), на крају су еволуирали у регионалне дијалекте, који су формирали три групе: бенгалско-асамски, бихарски, и одија језик. Неки тврде да су се тачке дивергенције јавиле много раније - враћају се чак и на 500-ту годину. Међутим језик није био статичан: различити варијетети су коегзистирали и аутори су често писали на више дијалеката у том периоду. На пример, верује се да је ардамагади еволуирао у абахату око 6. века, који се неко време надметао са претходником бангалског. Протобенгалски је био језик Пала царства и Сена династије.

### Средњи бенгалски језик
Током средњевековног периода, средњи бенгалски језик је био карактерисан изостављањем гласа অ ô на крају речи, ширењем сложених глагола, и арапским и персијским утицајима. Бенгалски је био званични дворски језик Бенгалског султаната. Муслимански владари су промовисали књижевни развој бенгалског језика. Бенгалски је постао најзаступљенији народни језик у султанату. У овам периоду је дошло до уноса позајмљених персијско-арапских израза у бенгалијски речник. Главни текстови средњег бенгалског језика (1400—1800) обухватају Чандидасово дело Шрикришна Киртана.

### Модерни бенгалски језик
Модерна књижевна форма бенгалског је развијена је током 19. и раног 20. века, и заснована је на дијалекту који се говори у региону Надија, што представља западно-централни бенгалски дијалекат. Бенгалски представља добру илустрацију случаја диглосије, при чему се књижевни и стандардни облик веома разликују од колоквијалног говора региона који се идентификују са језиком. Модерни бенгалски речник садржи речничку основу из магади пракрита и палија, а исто тако и татсаме и поновна позајмљивања из санскрита и друга знатна позајмљивања из персијског, арапског, аустроазијских језика и других језика са којима је дошао у контакт.